# 愛知県道140号須ヶ口停車場線

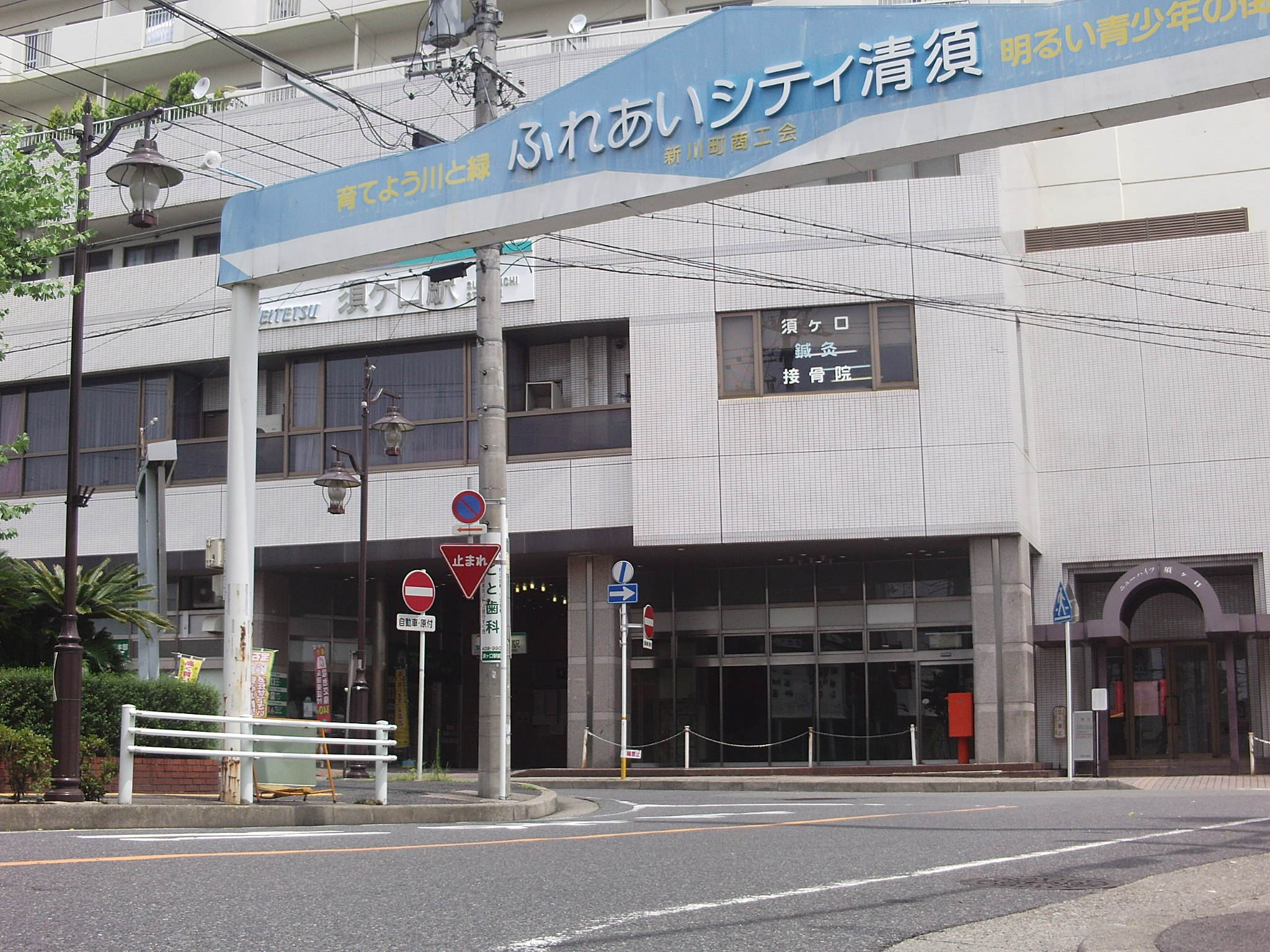
起点須ヶ口停車場。県道は南口側。（清須市須ヶ口）

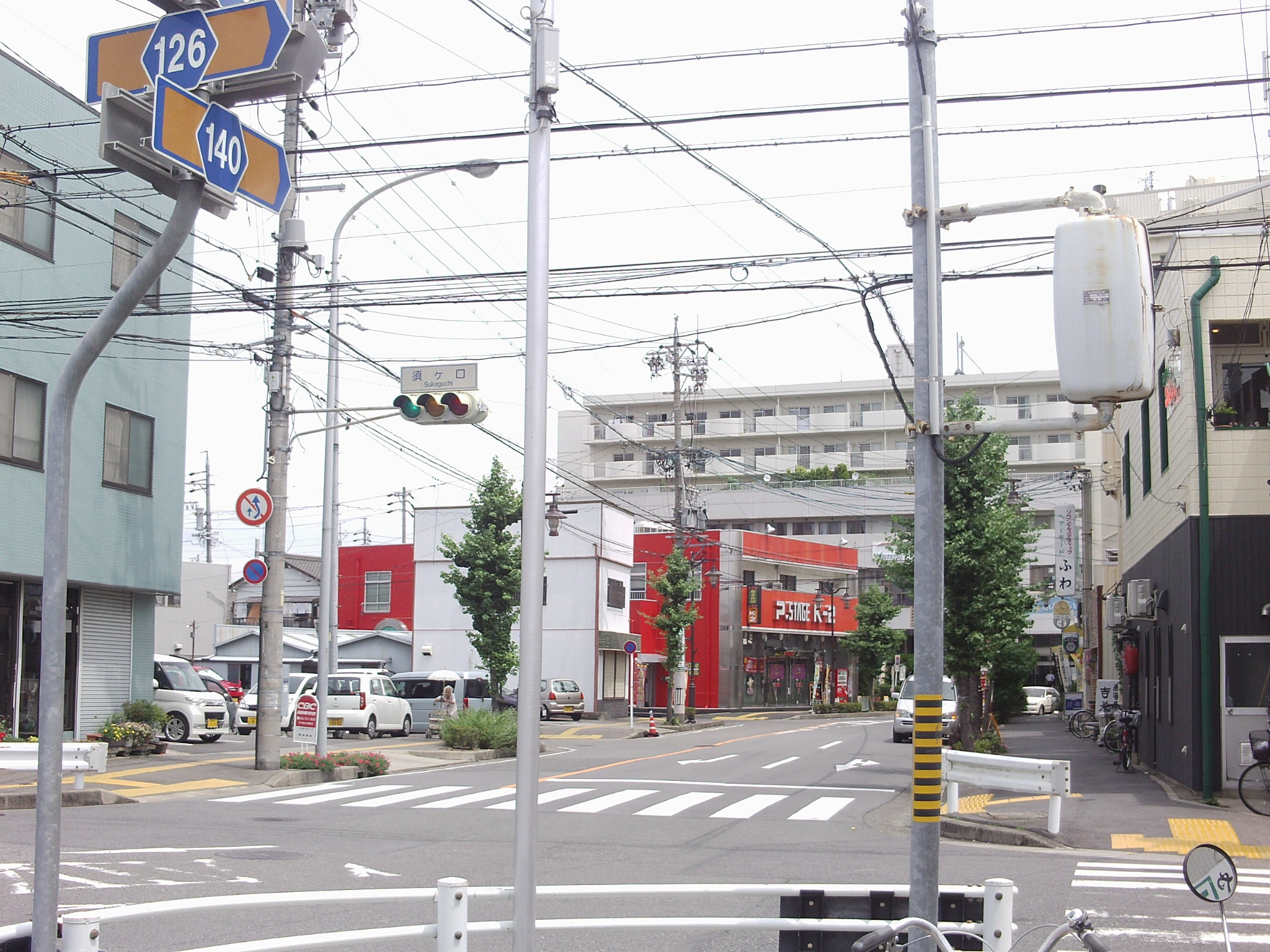
終点（清須市須ヶ口）

愛知県道140号須ヶ口停車場線（あいちけんどう140ごう すかぐちていしゃじょうせん）は、愛知県清須市内を通る元一般県道である。現在は清須市の市道に降格され欠番となっている。

## 概要

### 路線データ
- 起点：須ヶ口停車場
- 終点：愛知県清須市須ヶ口
- 路線延長：約100 m

## 沿革
- 1959年（昭和34年）12月15日：認定
- 2008年（平成20年）4月1日：清須市道に格下げ、廃止

## 地理

### 通過する自治体
- 愛知県
  - 清須市

### 交差する路線
- 愛知県道126号給父西枇杷島線（美濃街道）（須ヶ口交差点）
- 愛知県道127号助七西田中線（須ヶ口交差点）

### 沿線
- 名鉄名古屋本線・津島線 須ヶ口駅
- 須ヶ口郵便局
- 中日信用金庫須ヶ口支店